# Westland Limousine
Die Westland Limousine war ein einmotoriger Doppeldecker des britischen Herstellers Westland Aircraft aus der Zeit nach dem Ersten Weltkrieg. Das für drei oder fünf Passagiere ausgelegte Flugzeug war das erste von Westland entwickelte zivile Modell. Mit nur acht gebauten Exemplaren blieb der erhoffte wirtschaftliche Erfolg aus.

## Geschichte
Nach Ende des Ersten Weltkrieges erwartete die Luftfahrtindustrie eine hohe Nachfrage nach Verkehrsflugzeugen. Westland entwickelte daraufhin ein leichtes Transportflugzeug für einen Piloten und drei Passagiere. Der Erstflug des Prototyps Limousine I fand im Juli 1919 statt. Das erste Serienmodell Limousine II wurde im Oktober 1919 fertiggestellt, dem vier weitere Exemplare folgten.
Für den 1920 vom Air Ministry ausgelobten Wettbewerb entstand eine größere Version mit fünf Passagierplätzen, die Limousine III. Das Flugzeug gewann den ersten Preis. Nach dem Bau eines zweiten Exemplars für Instone Air Line wurde die Produktion wegen fehlender Nachfrage eingestellt.

## Konstruktion
Das Flugzeug besaß einen hölzernen Rahmen. Die vordere Rumpfhälfte war mit Sperrholz verkleidet, der hintere Teil und die Tragflächen wurden mit Stoff bespannt.
Als Antrieb diente ein Rolls-Royce Falcon III-Motor. Eine Limousine II erhielt versuchsweise einen Cosmos-Jupiter-Motor, der später durch einen Falcon III ersetzt wurde. Die Limousine III erhielt einen Napier-Lion-Motor.
Das Flugzeug verfügte über eine für drei oder fünf Fluggäste ausgelegte geschlossene Kabine. Der Pilot befand sich im hinteren Teil der Kabine auf einem erhöhten Platz und konnte so über das Kabinendach hinausblicken.

## Nutzung
Der Prototyp und das erste Serienmodell wurden ab September 1920 für zwei Monate als Postflugzeug zwischen Croydon und Le Bourget eingesetzt. Von den vier übrigen Limousine II kamen zwei in den Besitz der Instone Air Line und verkehrten zwischen London und Paris oder Brüssel.
Die erste Limousine III kam in den Besitz der Aerial Survey Company (Newfoundland). Das gelegentlich mit Kufen ausgestattete Flugzeug nutzten Privatleute für Jagd- und Fischereiausflüge. Zwei Limousine II gelangten ebenfalls nach Neufundland und beförderten Post und Passagiere in abgelegene Landesteile.

## Technische Daten (Limousine III)
| Kenngröße             | Daten                                         |
| --------------------- | --------------------------------------------- |
| Besatzung             | 1                                             |
| Passagiere            | 5                                             |
| Länge                 | 10,20 m                                       |
| Spannweite            | 16,50 m                                       |
| Höhe                  | 3,80 m                                        |
| Flügelfläche          | 67 m²                                         |
| Leermasse             | 1.730 kg                                      |
| Startmasse            | 2.650 kg                                      |
| Höchstgeschwindigkeit | 190 km/h                                      |
| Dienstgipfelhöhe      | 3.750 m                                       |
| Reichweite            | 840 km                                        |
| Triebwerke            | ein Napier-Lion-Zwölfzylindermotor mit 330 kW |